# Jonas C. Wahlström
Jonas C. Wahlström, född 17 maj 1989 i Stockholm är en svensk skådespelare. 

## Biografi
Wahlström utbildades vid Teaterhögskolan i Luleå. Han har bland annat arbetat för Kulturhuset Stadsteatern i Stockholm, Dramaten, Riksteatern, Regionteatern Blekinge Kronoberg och Uppsala stadsteater.

## Teater

### Roller (ej komplett)
| År   | Roll                        | Produktion                                                 | Regi                  | Teater                                        |
| ---- | --------------------------- | ---------------------------------------------------------- | --------------------- | --------------------------------------------- |
| 2013 | Stormfågel Herre på slottet | Kåldolmar och kalsipper Peter Wahlqvist och Håkan Wennberg | Kajsa Isakson         | Parkteatern                                   |
| 2017 | Gustav Hammermann m.fl      | Bortförd vid midnatt Mark Hayhurst                         | Philip Zandén         | Kulturhuset Stadsteatern                      |
| 2018 |                             | Angels in America Tony Kushner                             | Farnaz Arbabi         | Dramaten                                      |
| 2019 |                             | Ljusets Rike 2039 Lucas Svensson                           | Helena Sandström Cruz | Riksteatern/ Regionteatern Blekinge Kronoberg |
| 2021 |                             | Rann heter egentligen något annat Staffan Göthe            | Carolina Frände       | Uppsala stadsteater                           |